# سنت هرمانداد
سنت هرمانداد که به اسپانیایی به معنای برادری مقدس می‌باشد، نوعی گروه نظامی در اسپانیای قدیم بود که محاکم متعدد و ضابطین مخصوص داشت و وظیفه آن بیشتر تعقیب و مجازات بدکاران، دزدان و راهزنان بود. در دن کیشوت اثر سروانتس، نویسنده مشهور اسپانیایی، از سنت هرمانداد یاد شده است. در فصل دهم پس از درگیری دن کیشوت با مرد اهل بیسکای و کاروان او، سانچو پانزا، مهتر دن کیشوت، به وی هشدار می‌دهد که ممکن است سنت هرمانداد دست به مجازات ما بزند.

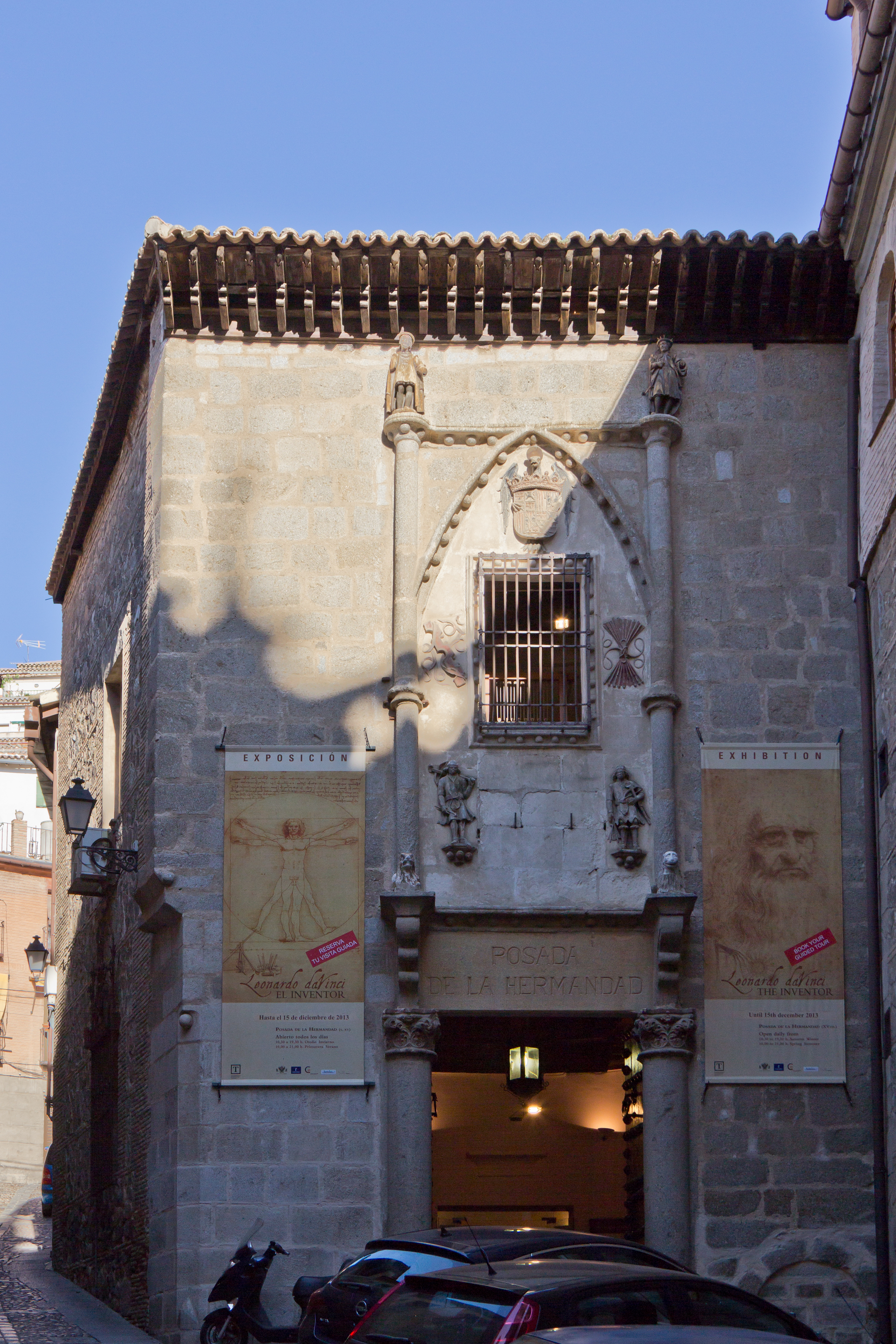
پوسادا دلا سانتا هرمانداد در تولدو، اسپانیا امروزی